# Reprezentacja San Marino w rugby union mężczyzn
Reprezentacja San Marino w rugby  jest drużyną reprezentującą San Marino w międzynarodowych turniejach. Drużyna obecnie nie występuje w Europejskiej dywizji.

## Puchar świata w Rugby
- 1987-2011 Nie zakwalifikowała się